# Gabriel (arcàngel)
Gabriel és un dels set arcàngels, el rang superior en l'escala dels àngels, que apareix esmentat al Llibre de Daniel (capítols 8 i 9), a l'Evangeli segons Lluc (capítol 1, versets 9 i 26) i a l'Alcorà, on se l'anomena Jibril. Gabriel fa les funcions de missatger de Déu, que en la mitologia clàssica corresponien a Hermes. És l'àngel de l'anunciació a Maria. És l'àngel de la vida i la mort i també de la venjança. Té relació amb la lluna, el color blau i el dilluns. És el patró dels enginyers de telecomunicacions (pel seu paper a l'Anunciació). Porta un lliri a la mà i una trompeta per anunciar la fi del Món.

## Accions de Gabriel

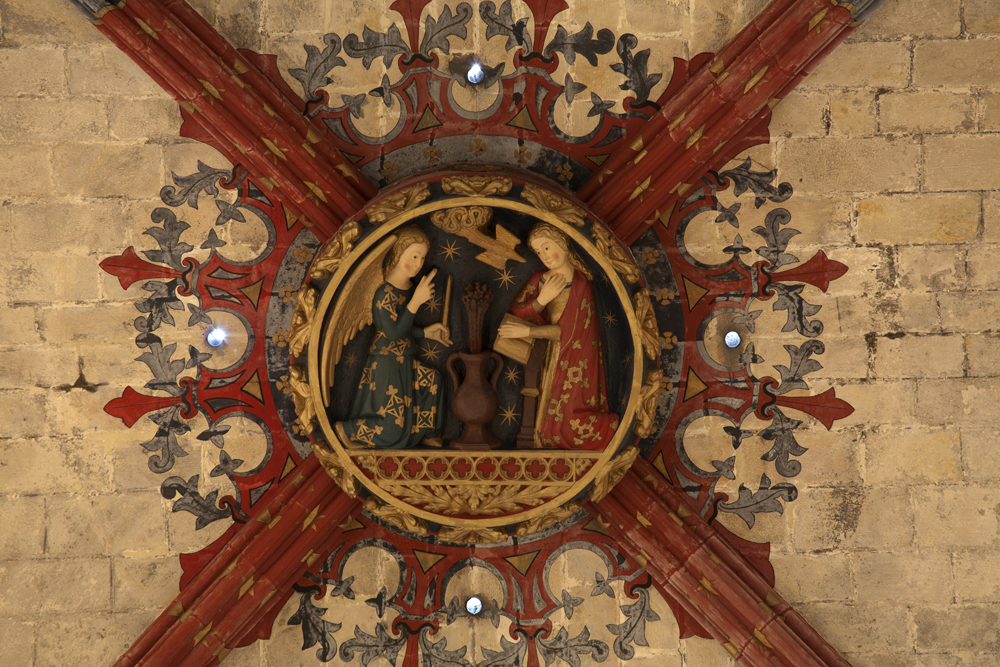
L'anunciació a una de les claus de volta de Santa Maria del Mar, Barcelona

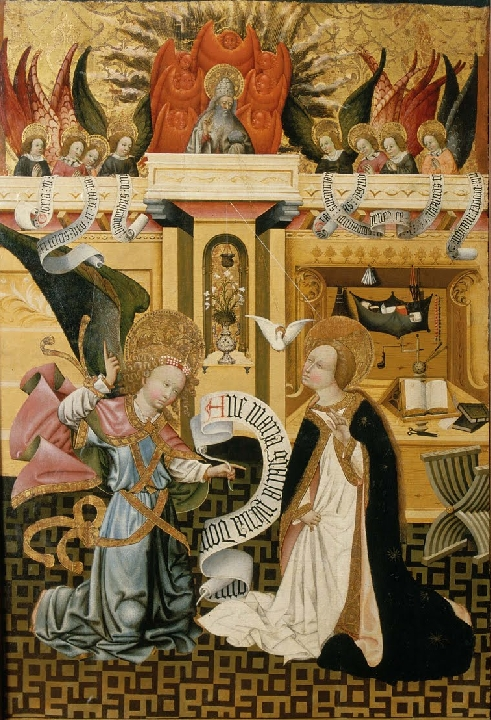
L'arcàngel Gabriel amb el filacteri amb la inscripció "Ave Maria gratia plena..." a l'anunciació del Retaule de Verdu (MEV).

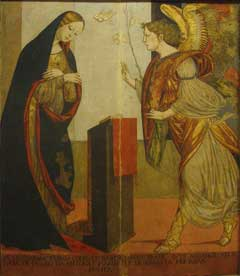
Anunciació per Mariotto Albertinelli, s. XV

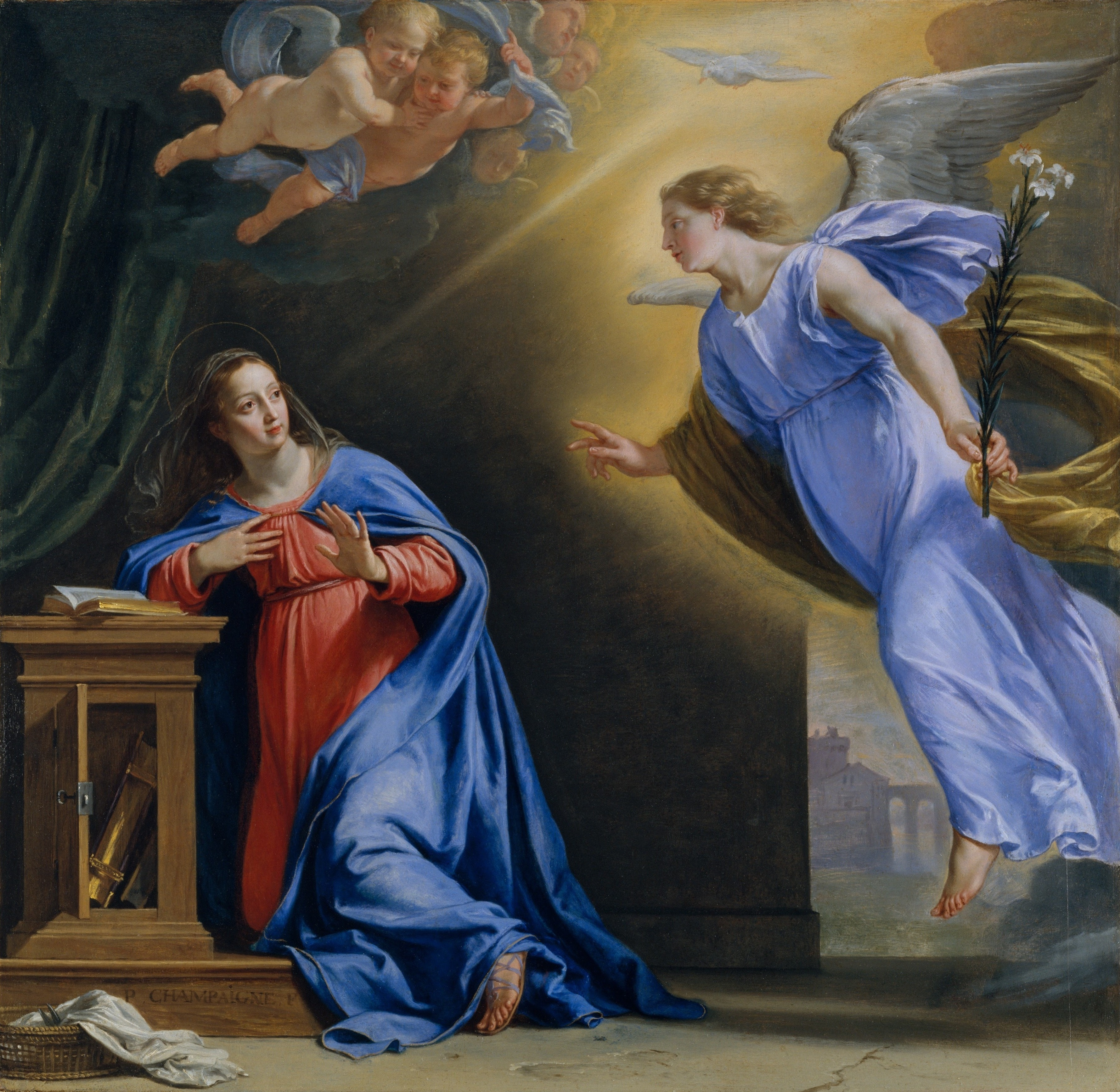
Anunciació, 1644, de Philippe de Champaigne. L'arcàngel porta el lliri a la mà.

Segons la tradició, va ser ell qui va anunciar l'embaràs a Maria, mare de Jesús, en l'episodi de l'anunciació, recollit en l'evangeli segons Lluc i molt representat en les arts plàstiques (Lc, 1, 26-38).
També va anunciar al sacerdot Zacaries que la seva muller, Elisabet (alhora parenta de Maria) quedaria embarassada i que seria la mare de Sant Joan Baptista (Lc 1, 5-25)
Vigila l'entrada al paradís perquè no hi tornin a entrar els fills d'Adam i Eva (tot i que alguns textos diuen que és Miquel qui ho fa) i segons algunes fonts, va ser ell qui va enterrar Moisès.
Per a la religió musulmana, va dictar l'Alcorà a Mahoma en nom de Déu i va acompanyar el profeta en la seva ascensió als cels (Làylat al-Miraj).

## Iconografia
Apareix representat, com a actor imprescindible, en totes les escenes de l'anunciació, tant en l'art cristià occidental com en l'art romà d'Orient.
Com que es tracta d'un àngel és una figura alada, jove i andrògina. Sovint porta una diadema cenyint-li el cap
El seu atribut més característic és una flor de lliri blanc, interpretat com un símbol de la puresa de la Mare de Déu per Sant Bernat a partir d'uns fragments del llibre bíblic del Càntic dels Càntics on es diu "Jo soc un narcís de la plana de Saron, un lliri de les valls" o "Com un lliri entre els cards és la meva estimada entre les donzelles".
Normalment el porta a la mà i l'ofereix a la Mare de Déu, però a vegades, en les escenes de l'anunciació, es troba en un gerro al centre de l'escena, enmig dels dos protagonistes.
Un altre complement habitual de Gabriel en les escenes de l'anunciació és un filacteri amb un fragment del text de la salutació que segons l'evangeli de Lluc (capítol 1,verset 28) l'àngel va adreçar a Maria en produir-se l'anunciacióː "Ave, gratia plena, Dominus tecum." (que en llatí vol dir "Déu te guard, plena de la gràcia del Senyor. Ell és amb tu").
També és bastant característic el gest que acostuma a fer amb una mà. És un gest d'eloqüència o de salutació, tot i que el dit alçat assenyalant cap al cel que a vegades es veu s'interpreta com una indicació de que Gabriel acompleix els designis de Déu. Unes altres vegades Gabriel té les dues mans creuades sobre el pit.